# Иван Јахнаџијев
Иван Јахнаџијев (буг. Иван Яхнаджиев; 31. марта 1948. у Софији) је бугарски сликар. Јахнаџијев је пионир телесног сликарства у Бугарској. Познат је по авангардним пејзажима и мртвим природама. 

## Каријера
Јахнаџијев је студирао сликарство на Академији уметности у Софији у класи проф. Добри Добрева. Од када је завршио студије 1977, радио је као сликар. Јахнаџијев је сликао апстрактно и одбијао је да слика у стилу социјалистичког реализма, због чега је оптужен да имитира западне уметнике, и 1980. године искључен из Удружења бугарских ликовних уметника од стране  Светлина Руссева, тадашњег председника. Упркос потешкоћама, успео је да се афирмише на уметничком тржишту и осврће се на преко 100 самосталних и многих групних изложби у Софији и другим бугарским градовима, као и у Риму и Бечу. Његове слике су купљене у Бугарској националној уметничкој галерији, Софијској градској уметничкој галерији и Софијском националном историјском музеју, а такође се налазе у разним приватним колекцијама у Грчкој, Сједињеним Државама, Финској, Француској, Шведској и Јапану. 
Данас Јахнаџијев живи у Софији, где такође води свој атеље. Тренутно ради и као професор  уметности у италијанској средњој школи у Софији. Осликава апстрактне пејзаже, често с формацијама, зградама или фигурама које привлаче поглед гледалаца. Његов сликарски рукопис је моћан, импулсиван, емотиван, брзим потезима четкице доводи своје субјекте на платно. Понекад користи јаке нијансе боје, понекад се поиграва са нијансама боје које готово тону попримају тон. Слика настаје током процеса сликања, при чему никада не клизи у претјерано натуралистичке. Умножавање атмосфере, светлости, временских и површинских структура му је важније. Приказивање његових мотива врло је згуснуто и апстрактно. 

## Медијска пажња
Због свог ексцентричног модног одевања („хипстер дједица“), као и због сликања по тијелу, Јахнаџијев у Бугарској редовно добија медијску пажњу. 